# Kassoum Ouédraogo
Kassoum Ouedraogo est un footballeur international burkinabé qui évoluait au poste d'attaquant.

## Biographie
Il fait partie de l'équipe de 1998 qui atteint les demi-finales de la Coupe d'Afrique des nations. Lors de cette compétition, il termine meilleur buteur de la sélection avec deux réalisations.
Kassoum Ouedraogo réalise la majeure partie de sa carrière professionnelle en Bundesliga.